# Данько, Тамара Петровна
Данько Тамара Петровна (21 августа 1942, Москва) — советский и российский экономист, доктор экономических наук, профессор — заслуженный работник высшего образования, профессор кафедры маркетинга, заместитель директора учебно-научного центра по подготовке и повышению квалификации работников высшей школы факультета дополнительного образования Российского экономического университета имени Г. В. Плеханова.

## Биография

### Образование
- 1964 г. — Товароведный факультет промышленных товаров Московского института народного хозяйства им. Г. В. Плеханова.
- 1968 г. — Аспирантура на кафедре Организация торговли Московского института народного хозяйства им. Г. В. Плеханова
- 1997 г. — Защита докторской диссертации по теме: «Развитие методологических аспектов теории управления маркетингом»

### Занимаемые должности
- 1996-2007 г. Проректор по учебной работе.
- 1996-2009 г. Профессор кафедры маркетинга.
- 1996-2008 г. Заместитель председателя учебно-методического объединения по направлению «Экономика»
- 1996-2010 г. Декан факультета повышения квалификации преподавателей вузов.
- 2007-2009 г. Проректор по стратегическому развитию.
- 2009-2019 г. Член Совета Российского экономического университета им Г. В. Плеханова
- 2013 г. Заместитель Директора научно-методического центра по переподготовке и повышению квалификации работников высшей школы.
- 2013-2019 г. Федеральный эксперт качества профессионального образования.
- 2014-2015 г. Профессор кафедры маркетинга.
- 2017-2019 г. Действующий член Международной Академии Наук Высшей школы.
- 2018-2019 г. Действующий член Российской Академии Естественных Наук.

## Награды и премии
- 2000 г. — Орден Екатерины Великой «За служение науке и просвещению».
- 2002 г. — Присвоено звание «Заслуженный работник высшей школы РФ».
- 2007 г. — Награждена Орденом «Слава нации» Данько Тамара Петровна.
- 2012 г. — Ветеран Труда.
- 2016 г. — Дипломом Лауреата Конкурса за лучшее учебно-методическое обеспечение дисциплины в номинации «Лучшая учебная литература», 3 место за учебник и практикум «Управление маркетингом».
- 2017 г. — Почетный нагрудный знак «За заслуги перед университетом».
- 2019 г. Золотой диплом Международной выставки в Сочи за учебник «Маркетинговое управление потенциалами».

## Результаты научной деятельности
- 15 Учебников
- 45 Монографий
- 180 Научных статей
- 9 Патентов и свидетельств об интеллектуальной собственности
- 27 Выступлений на международных и Всероссийских конференциях

## Публикации
Опубликовано более 100 работ общим объемом 250 печатных листов.
1. Учебники:
  1. Управление маркетингом: Учебник. Изд-е 2-е, перераб. и доп. — М.: Инфра-М, 2001, 35 п. л.;
  2. Торговое дело: экономика, маркетинг, организация: Учебник, изд-е 2-е, перераб. и доп. / Под общ. ред. проф. Л. А. Брагина и проф. Т. П. Данько, М.: «Инфра — М», 2000—560 с. Авторские главы: 1,5; 2,1; 2,2; 2,3; (5,5 п. л.);
  3. Реинжиниринг бизнес-процессов : Учебник. 2-е изд. — М.: Изд. ЭКСМО, 2007, — 592c. (соавторы: Абдикеев Н. М., Ильдеменов С. В., Киселев А. Д.) .
2. Учебные пособия:
  1. Маркетинг: Хрестоматия. Учебное пособие. / Под общ. ред. В. И. Видяпина, СПб.: Изд-во «Питер», 2004 г., 91,59 п.л., в том числе авторских — 17 п.л.
  2. Электронный маркетинг. Учебное пособие / Под ред. Т. П. Данько, Н. Б. Завьяловой, О. В. Сагиновой. — М.: Изд-во «Инфра-М», 2003 г., 24 п.л.
3. Интерактивные учебные материалы:
  1. Управление маркетингом — Интерактивный учебник с элементами моделирования креативного мышления обучаемого — 2005 год
  2. Управление маркетингом — Деловая игра, основанная на методах динамического моделирования — 2004 год